# Уязд (гмина, Томашувский повет)
Уязд (пол. Ujazd) — сельская гмина (волость) в Польше, входит как административная единица в Томашувский повет, Лодзинское воеводство. Население — 7771 человек (на 2008 год).

## Сельские округа
1. Белина
2. Брониславув
3. Букув
4. Вулька-Кшиковска
5. Выкно
6. Дембняк
7. Заосе
8. Липянки
9. Ломины
10. Максымув
11. Невядув
12. Ойжанув
13. Ольшова
14. Оседле-Невядув
15. Пшесядлув
16. Сангродз
17. Скшинки
18. Стасёляс
19. Уязд
20. Хеленув
21. Чосны
22. Юзефин

## Прочие поселения
1. Александрув
2. Букув-Парцель
3. Владыславув
4. Выгода
5. Заосе-Брониславув
6. Заосе-Мончник
7. Колёня-Дембняк
8. Колёня-Ольшова
9. Колёня-Уязд
10. Констанцин
11. Лещыны
12. Лончковице
13. Маршев
14. Млынек
15. Мончник
16. Ольшова-Пяски
17. Теклюв
18. Тобяше
19. Шиманув
20. Юзефув

## Соседние гмины
1. Гмина Бендкув
2. Гмина Будзишевице
3. Гмина Вольбуж
4. Гмина Колюшки
5. Гмина Любохня
6. Гмина Рокицины
7. Гмина Томашув-Мазовецки